# Rutger Smith
Rutger Smith, född 9 juli 1981 i Groningen, är en nederländsk friidrottare som tävlar i kulstötning och diskuskastning. 
Smith deltog vid VM för juniorer 2000 där han blev världsmästare i kulstötning och bronsmedaljör i diskuskastning.
Vid EM i München 2002 var han i final i kulstöning och slutade på en åttonde plats med en stöt på 19,73. Han deltog i båda grenarna vid VM 2003 men tog sig inte vidare från kvalet i någon av grenarna. Vid Olympiska sommarspelen 2004 blev han åter utslagen i kvalet i båda grenarna.
Vid EM inomhus 2005 blev han silvermedaljör i kulstötning efter en stöt på 20,79 efter dansken Joachim Olsen. Samma år deltog han vid VM utomhus i Helsingfors där han blev silvermedaljör i kulstötning efter att ha stöt 21,29, denna gång var det amerikanen Adam Nelson som blev hans överman. 
Vid EM 2006 deltog han i båda grenarna och slutade fyra i kulstötning med en stöt på 20,90 och sjua i diskuskastning. Vid VM 2007 i Osaka blev han bronsmedaljör i diskuskastning efter att ha kastat 66,42 slagen bara av  Gerd Kanter och Robert Harting. I kulstötning blev han fyra med en stöt på 21,13.
Han deltog vid Olympiska sommarspelen 2008 i båda grenarna och slutade sjua i diskus och nia i kulstötning.

## Personliga rekord
- Kula - 21,62 meter NR
- Diskus - 67,63 meter